# Rue Max Roos
Pour les articles homonymes, voir Max et Roos.
La rue Max Roos (en néerlandais : Max Roosstraat) est une rue bruxelloise de la commune de Schaerbeek qui va de l'avenue Princesse Élisabeth au boulevard Lambermont en passant par la rue Georges Garnir et la rue Joseph Van Camp.

## Histoire et description
Max Roos, né à Düsseldorf le 7 janvier 1867 et décédé à Schaerbeek le 27 février 1925, est un industriel et propriétaire terrien qui fut autorisé à ouvrir sur ses terres la rue qui porte son nom.
La numérotation des habitations va de 1 à 55 pour le côté impair et de 2 à 64 pour le côté pair.

## Adresses notables
- no 28 : Résidence Max Roos